# Julian Mirek
Julian Mirek (ur. 24 maja 1925 w Łętowni, zm. 1 listopada 1987 w Krakowie) – polski chemik, nauczyciel akademicki, profesor zwyczajny Uniwersytetu Jagiellońskiego w Krakowie. W latach 1975–1978 pełnił funkcję dziekana Wydziału Matematyki, Fizyki i Chemii UJ.
Zdał maturę w 1946 i rozpoczął studia chemiczne na Uniwersytecie Jagiellońskim. Na trzecim roku studiów na uzdolnionego studenta zwrócił uwagę kierownik Katedry Chemii Organicznej UJ, prof. Jan Moszew, który zaproponował mu asystenturę i kontynuował ją po obronie pracy magisterskiej w 1950 roku. W 1956 roku uzyskał stopień doktora za pracę zatytułowaną "O niektórych regulatorach wzrostu roślin", w 1964 habilitował się, a w 1973 otrzymał tytuł profesora nadzwyczajnego. W 1970 roku został kierownikiem Zakładu Chemii Organicznej, którą to funkcję sprawował przez następne 10 lat. Odznaczony Srebrnym (1970) i Złotym Krzyżem Zasługi (1973), Krzyżem Kawalerskim Orderu Odrodzenia Polski (1974) oraz tytułem Zasłużonego Nauczyciela PRL (1980). Spoczywa na cmentarzu Rakowickim, kw. XVIII, rz. 6, gr. 8.